# Hydrocotyle wilsonii
Hydrocotyle wilsonii là một loài thực vật có hoa trong Họ Cuồng. Loài này được Diels ex Shan & S.L. Liou mô tả khoa học đầu tiên năm 1964.